# Theatre of the Absurd Presents C'est la Vie
Albums de Madness
Can't Touch Us Now
(2016)
Singles
1. C'est la Vie
Sortie : 28 septembre 2023
2. Baby Burglar
Sortie : 27 octobre 2023
3. Round We Go
Sortie : 16 février 2024
4. No Reason
Sortie : 25 avril 2024
5. Hour of Need
Sortie : 17 mai 2024

Theatre of the Absurd Presents C'est la Vie est le treizième album studio du groupe britannique Madness, sorti le 17 novembre 2023.
Premier album du groupe en sept ans après Can't Touch Us Now, sorti en 2016, il reçoit un très bon accueil critique et devient le premier album studio de Madness à se classer numéro un des ventes au Royaume-Uni, le groupe ayant jusqu'ici atteint le sommet du UK Albums Chart avec deux compilations, Complete Madness en 1982 et Divine Madness en 1992,.
L'album est dédié à Terry Hall, mort en décembre 2022, qui fut notamment chanteur des Specials. 
En avril 2024 sort une version Deluxe avec cinq chansons inédites et sept titres enregistrés en concert en décembre 2023 dont une reprise des Specials, Friday Night, Saturday Morning.

## Liste des titres
| 1.    | Prologue: "Mr Beckett Sir..." (Spoken Word de Martin Freeman)            |                              | 0:11 |
| 2.    | Theatre of the Absurd                                                    | Graham McPherson             | 4:13 |
| 3.    | If I Go Mad                                                              | McPherson                    | 4:36 |
| 4.    | Baby Burglar                                                             | - Mike Barson - Lee Thompson | 4:05 |
| 5.    | Act One: "Surrounded on All Sides.." (Spokenword de Martin Freeman)      |                              | 0:10 |
| 6.    | C'est la Vie                                                             | Barson                       | 3:10 |
| 7.    | What on Earth Is It (You Take Me For?)                                   | - Chris Foreman - Thompson   | 3:07 |
| 8.    | Hour of Need                                                             | Barson                       | 4:07 |
| 9.    | Act Two "The Damsel in Distress.." (Spokenword de Martin Freeman)        |                              | 0:12 |
| 10.   | Round We Go                                                              | Dan Woodgate                 | 4:18 |
| 11.   | Act Three: "The Situation Deteriorates.." (spokenword de Martin Freeman) |                              | 0:20 |
| 12.   | Lockdown and Frack Off                                                   | Foreman                      | 3:12 |
| 13.   | Beginners 101                                                            | Barson                       | 4:21 |
| 14.   | Is There Anybody Out There?                                              | - Foreman - Thompson         | 3:22 |
| 15.   | The Law According to Dr. Kippah                                          | - Barson - Thompson          | 5:35 |
| 16.   | Epilogue: "And So Ladies and Gentlemen.." (spokenword de Martin Freeman) |                              | 0:17 |
| 17.   | Run for Your Life                                                        | Foreman                      | 4:00 |
| 18.   | Set Me Free (Let Me Be)                                                  | Foreman                      | 3:39 |
| 19.   | In My Street                                                             | McPherson                    | 3:38 |
| 20.   | Fin.: "Ladies and Gentlemen.." (spokenword de Martin Freeman)            |                              | 0:13 |
| 56:46 |                                                                          |                              |      |

| Titres bonus édition deluxe | Titres bonus édition deluxe           | Titres bonus édition deluxe | Titres bonus édition deluxe | Titres bonus édition deluxe | Titres bonus édition deluxe | Titres bonus édition deluxe | Titres bonus édition deluxe | Titres bonus édition deluxe | Titres bonus édition deluxe |
| No                          | Titre                                 | Auteur                      | Durée                       |                             |                             |                             |                             |                             |                             |
| --------------------------- | ------------------------------------- | --------------------------- | --------------------------- | --------------------------- | --------------------------- | --------------------------- | --------------------------- | --------------------------- | --------------------------- |
| 21.                         | I'd Do Anything (If I Could)          | Foreman                     | 3:53                        |                             |                             |                             |                             |                             |                             |
| 22.                         | No Reason                             | McPherson                   | 3:09                        |                             |                             |                             |                             |                             |                             |
| 23.                         | Hello Sun                             | Woodgate                    | 3:21                        |                             |                             |                             |                             |                             |                             |
| 24.                         | Long Goodbye                          | Woodgate                    | 3:23                        |                             |                             |                             |                             |                             |                             |
| 25.                         | Culture Vulture                       | - Barson - Thompson         | 3:36                        |                             |                             |                             |                             |                             |                             |
| 26.                         | Theatre of the Absurd (live)          | McPherson                   | 3:49                        |                             |                             |                             |                             |                             |                             |
| 27.                         | C'est la Vie (live)                   | Barson                      | 3:12                        |                             |                             |                             |                             |                             |                             |
| 28.                         | Hour of Need (live)                   | Barson                      | 4:19                        |                             |                             |                             |                             |                             |                             |
| 29.                         | Round We Go (live)                    | Woodgate                    | 4:31                        |                             |                             |                             |                             |                             |                             |
| 30.                         | Run for Your Life (live)              | Foreman                     | 4:08                        |                             |                             |                             |                             |                             |                             |
| 31.                         | In My Street (live)                   | McPherson                   | 3:51                        |                             |                             |                             |                             |                             |                             |
| 32.                         | Friday Night, Saturday Morning (live) | Terry Hall                  | 3:48                        |                             |                             |                             |                             |                             |                             |
| 44:59                       |                                       |                             |                             |                             |                             |                             |                             |                             |                             |

## Musiciens
Madness
- Suggs (Graham McPherson) : chant, chœurs, percussion
- Mike Barson : claviers, programmation, percussion
- Chris Foreman : guitare, programmation, arrangements cuivres
- Mark Bedford : basse, contrebasse
- Lee Thompson : saxophone ténor, chant, spokenword, choeurs, percussion, arrangements cuivre
- Dan Woodgate : batterie, programmation

Musiciens additionnels
- Martin Freeman : spokenword
- Mez Clough : choeurs, percussion
- Steve Hamilton : saxophone baryton
- Mike Kearsey : trombone
- Joe Auckland : trompette
- Matt Glasbey : programmation, synthétiseur, percussion
- Noel Watson : programmation
- Spider J, Darren Fordham, G. V. Fairchild : choeurs
- Buster the Dog : chant
- Will Gardner, Nicholas Dodd : conducteur
- Ruth Elder : arrangement cordes, violon
- Richard Phillips, Rachel Lander, Helen Downham, Helen Fitzgerald, Michael Nowland : violoncelle
- Alexis Barbera, Jonny Gee : contrebasse
- Sam Kennedy, Rachel Robson, Antonia Finch, Bruce Wilson, Helen Goatley, Sarah Chapman : violon alto
- Tina Jacobs-Lim, Dan Oates, Kit Massey, Matthew Ward, Alison Gordon, Caroline Bodimead, Daniel Peev, Hannah Paterson, Kate Scrivens, Katrina McWilliams, Mathias Svenson, Richard Smith, Stelios Chatziiosifidis : violon

## Classements hebdomadaires
| Classement (2023)             | Meilleure place |
| ----------------------------- | --------------- |
| Allemagne (Media Control AG)  | 40              |
| Belgique (Flandre Ultratop)   | 172             |
| Belgique (Wallonie Ultratop)  | 151             |
| Écosse (OCC)                  | 1               |
| France (SNEP)                 | 193             |
| Irlande (IRMA)                | 73              |
| Pays-Bas (Mega Album Top 100) | 88              |
| Royaume-Uni (UK Albums Chart) | 1               |